# Вржесинский, Валентин Иванович
Валенти́н Ива́нович Вржеси́нский (20 мая 1928, Сталинград — 29 мая 2013, Волгоград) — советский и российский оперный певец (баритон), солист Волгоградского музыкального театра (с 1971), народный артист РСФСР (04.06.1979).

## Биография
Валентин Вржесинский родился в 1928 году в Сталинграде. В 1946 году он окончил музыкальную школу при Харьковской государственной консерватории по классу скрипки, в 1951 году — Саратовское музыкальное училище по классу вокала, а в 1955 году успешно завершил обучение в Саратовской государственной консерватории.
Сразу после окончания консерватории, Валентин Иванович начал активную творческую деятельность. В 1955—1956 годах он работал в Ульяновской областной филармонии в должности солиста-вокалиста, после чего в течение 15 лет переходил из одного творческого коллектива в другой. С 1956 по 1959 год он являлся солистом Горьковского государственного театра оперы и балета имени А. С. Пушкина, а с 1959 по 1963 год работал солистом в Воронежском музыкальном театре. В 1963—1964 годах он трудился солистом в Волгоградском театре музыкальной комедии и Ленинградском театре музыкальной комедии, после чего вернулся в Воронежский музыкальный театр, где проработал до 1968 года. С 1968 по 1971 год трудился солистом Киевского театра оперетты.
Благодаря большому вокальному и драматическому дарованию, высокой исполнительской культуре, а также сценической мужественной внешности, Вржесинский с первых же своих выступлений на театральной сцене обрёл необычайную популярность и большое зрительское признание.
В 1971 году Валентин Иванович Вржесинский стал ведущим солистом Волгоградского театра музыкальной комедии, раз и навсегда связав свою творческую судьбу с Волгоградом. С именем Вржесинского связана целая эпоха в истории волгоградской сцены и музыкального театрального искусства города-героя на Волге.
За время своей творческой деятельности он создал более 100 высокохудожественных образов в амплуа героев в спектаклях оперной и опереточной классики, в советской музыкальной комедии и концертных программах. Его сценические работы всегда отличались большой художественной ценностью, психологической многогранностью и глубиной.
Он успешно сочетал свою творческую деятельность с педагогической работой, являясь профессором Волгоградского государственного педагогического университета.
Также Валентин Иванович вёл большую общественную работу, неоднократно избирался председателем правления Волгоградского отделения Союза театральных деятелей России (ВТО). Кроме того, за огромный вклад в художественную культуру города-героя Волгограда и страны, Вржесинский был удостоен биографической статьи в многотомном издании «Музыкальной энциклопедии».
Валентин Вржесинский скончался 29 мая 2013 года в Волгограде. Прощание с артистом состоялось 31 мая 2013 года, отпевание и похороны прошли на Димитровском кладбище Центрального района Волгограда.

## Награды и звания
- Орден Дружбы народов (1986)
- Медаль «В ознаменование 100-летия со дня рождения Владимира Ильича Ленина» (1970)
- Медаль «Ветеран труда»
- Народный артист РСФСР (04.06.1979)
- Заслуженный артист УССР (1970)
- Знак города-героя Волгограда «За верность Отечеству» (1998)
- Дипломы и премии Министерств культуры СССР, РСФСР и Российской Федерации

## Творчество

### Оперные работы
- «Евгений Онегин» — Онегин
- «Пиковая дама» — князь Елецкий
- «Иоланта» — Роберт
- «Богема» — Марсель
- «Севильский цирюльник» — Фигаро
- «Травиата» — Жорж Жермон
- «Сильва» — Эдвин
- «Марица» — Тассило
- «Цыган-премьер» — Пали Рач
- «Веселая вдова» — граф Данило
- «Летучая мышь» — Генрих
- «Севастопольский вальс» — Аверин
- «Мелодия снежных гор» — Тариэл
- «Бабий бунт» — Стешка
- «Сердце художника» — художник
- многие другие